# الملكة السرعوف
الملكة السرعوف (بالكورية: 사마귀) هو مسلسل تلفزيوني كوري جنوبي قادم، بطولة جو هيون جونغ، جانج دونج يون. مقتبس من المسلسل الفرنسي السّرعوفة الذي تم عرضه على قناة تي أف 1 في عام 2017. ومن المقرر عرضه على قناة اس بي اس في سبتمبر 2025، سيتم بثه فترة الجمعة والسبت الساعة 21:50 بتوقيت (KST).

## القصة
جونج يي شين (كو هيون جونج) هي قاتلة متسلسلة تُلقب بـ "السرعوف". قتلت 5 رجال بوحشية قبل 20 عامًا. ابنها هو تشا سو يول (جانغ دونج يون). كان يكره والدته طوال حياته. يعمل الآن كضابط شرطة. في أحد الأيام، تحدث قضية قتل. يبدو أن طريقة القاتل كانت جريمة مقلدة تم نسخها من جرائم والدته. للقبض على هذا الجاني، يستعين تشا سو يول مساعدة والدته جونج يي شين.

## طاقم

### رئيسي
- جو هيون جونغ في دور جونغ يي شين[1]

امرأة سُجنت بسبب كونها قاتلة متسلسلة.
- جانغ دونغ يون في دور تشا سو يول[1]

محقق. ابن جونغ يي شين.

### داعم
- جو سونغ ها في دور جونغ هو[1]

ضابط شرطة
- لي إل في دور نا-هي[3]

ضابطة شرطة.
- كيم بو را في دور جونغ-ايون

رئيسة مصنع فخار، وهي زوجة تشا سو يول.

## الإنتاج
يعود المخرج بيون يونغ-جو بعد عام بمسلسل مشابه لعمله السابق تعتيم (2024)، مقتبس من المسلسل الفرنسي السرعوفة لعام 2017، وسيكتبه لي يونج جونغ، ومن تخطيط استوديو إس بي إس وتتولى انتاجه شركة ميجا مونستر وميري كريسمس ودوكيو فاكتوري فيستا. في 28 فبراير 2025، اعلن عن انتهاء التصوير رسمياً.

## روابط خارجية
- الموقع الرسمي
 (بالكورية)
- الملكة السرعوف على موقع IMDb (الإنجليزية)
- الملكة السرعوف على هانسينما